# Coll de Marina
Der Coll de Marina ist ein Bergsattel im Nordosten der spanischen Mittelmeerinsel Mallorca.
Er liegt im Gebiet der Gemeinde Capdepera zwischen dem nordöstlich gelegenen 271 Meter hohen Es Telégraf und dem südwestlich gelegenen 234 Meter hohen Puig de s’Àguila. Der Sattel hat eine Höhe von 84 Metern.
Über den Sattel führt ein Wanderweg von der südöstlich befindlichen Cala Agulla zur nordwestlich gelegenen Cala Mesquida. Entlang des Weges befinden sich ruinöse Reste von historischen Gebäuden.
Vom Coll de Marina aus führen je ein Bergsteig zum Gipfel des Es Telégraf und zum Gipfel des Puig de s’Àguila.

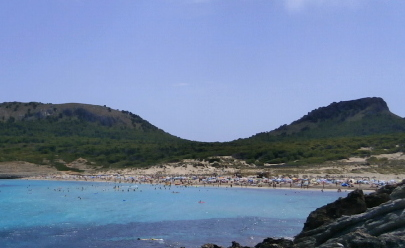
Links der Es Telégraf, rechts der Puig de s’Àguila